# 14539 Clocke Roeland
14539 Clocke Roeland (1997 RU9) là một tiểu hành tinh vành đai chính được phát hiện ngày 10 tháng 9 năm 1997 bởi T. Pauwels ở Uccle.